# Dom ľubovnianskeho mešťana
Dom ľubovnianskeho mešťana (česky Dům ľubovenského měšťana) je muzeum, které se nachází na náměstí sv. Mikuláše č. 21 v centru Staré Ľubovně. Expozice muzea demonstruje život střední vrstvy v 19. století. Odkrývá stylové bydlení se zachovanou černou kuchyní, dílnu výroby papíru, modrotisku a mincovnu.